# Mollia (Itália)
Mollia é uma comuna italiana da região do Piemonte, província de Vercelli, com cerca de 100 habitantes. Estende-se por uma área de 14 km², tendo uma densidade populacional de 7 hab/km². Faz fronteira com Boccioleto, Campertogno, Rima San Giuseppe, Riva Valdobbia.

## Demografia
| Variação demográfica do município entre 1861 e 2011                               |
|                                                                                   |
| Fonte: Istituto Nazionale di Statistica (ISTAT) - Elaboração gráfica da Wikipedia |